# Phasmopoda loginovae
Phasmopoda loginovae är en stekelart som beskrevs av Trjapitzin 1977. Phasmopoda loginovae ingår i släktet Phasmopoda och familjen sköldlussteklar.
Artens utbredningsområde är Turkmenistan. Inga underarter finns listade i Catalogue of Life.